# Marcel Meyer de Stadelhofen
Marcel Meyer de Stadelhofen (ur. 15 marca 1878 w Nyonie, zm. 3 kwietnia 1973 w Genewie) – szwajcarski strzelec i działacz sportowy, dwukrotny mistrz Olimpiady Letniej 1906, multimedalista mistrzostw świata.

## Życiorys
Urodził się w rodzinie rentiera Jeana i jego żony Louise Boggio.
Nie uczestniczył nigdy w igrzyskach olimpijskich, wystąpił jednak w ośmiu konkurencjach podczas Olimpiady Letniej 1906, wygrywając dwie z nich. Wraz z kolegami z drużyny (skład: Alfred Grütter, Marcel Meyer de Stadelhofen, Jean Reich, Louis Richardet, Konrad Stäheli) zdobył złoto w karabinie dowolnym w trzech postawach z 300 m, osiągając czwarty rezultat w szwajcarskim zespole. Indywidualnie wywalczył jeszcze złoto w strzelaniu z karabinu dowolnego w dowolnej postawie z 300 m.
Na przestrzeni lat 1906–1914, Meyer de Stadelhofen zdobył 11 medali na mistrzostwach świata, w tym 7 złotych, 1 srebrny i 3 brązowe. Wszystkie zwycięstwa odniósł w drużynowym strzelaniu z karabinu dowolnego w trzech postawach z 300 m, zaś największą liczbę medalowych pozycji osiągnął na turnieju w 1912 roku (3). Najlepszy wynik indywidualnie osiągnął również na zawodach w 1912 roku, zdobywając srebro w karabinie dowolnym klęcząc z 300 m (wyprzedził go wyłącznie Konrad Stäheli).
Był działaczem sportowym, m.in. w latach 1906–1909 przewodniczący Westschweizer Radsportverband Union Cycliste Suisse. Był jednym z członków założycieli Szwajcarskiego Komitetu Olimpijskiego (1912), zostając jego wiceprzewodniczącym. W latach 1915–1921 pełnił funkcję jego przewodniczącego. Poza sportem zajmował się prawem i polityką. Był członkiem genewskiej palestry, pełniąc później funkcję sędziego pierwszej instancji w jednym z tamtejszych sądów. W latach 1918–1935 zasiadał w Wielkiej Radzie Genewskiej (niem. Genfer Grossrat), będąc do 1930 roku politykiem niezrzeszonym, a od tegoż roku przedstawicielem Partii Chrześcijańsko-Socjalnej.

## Wyniki

### Olimpiada Letnia 1906
| Igrzyska | Konkurencja                                                  | Wynik                                         | Miejsce | Źródło |
| -------- | ------------------------------------------------------------ | --------------------------------------------- | ------- | ------ |
| OL 1906  | Pistolet dowolny, 25 m                                       | 214 pkt.                                      | 19      | [ 3 ]  |
| OL 1906  | Pistolet dowolny, 50 m                                       | 191 pkt.                                      | 15      | [ 4 ]  |
| OL 1906  | Rewolwer wojskowy, 20 m (Gras 1873-1874)                     | DNF                                           | DNF     | [ 5 ]  |
| OL 1906  | Rewolwer wojskowy, 20 m                                      | 174 pkt.                                      | 30      | [ 6 ]  |
| OL 1906  | Karabin dowolny, trzy postawy, 300 m, drużynowo              | 4617 pkt. (druż.) 926 pkt. ind. (306–324-296) |         | [ 6 ]  |
| OL 1906  | Karabin dowolny, dowolna postawa, 300 m                      | 243 pkt.                                      |         | [ 7 ]  |
| OL 1906  | Karabin wojskowy, klęcząc lub stojąc, 200 m (Gras 1873-1874) | 84 pkt.                                       | 28      | [ 8 ]  |
| OL 1906  | Karabin wojskowy, klęcząc lub stojąc, 300 m                  | 222 pkt.                                      | 7       | [ 9 ]  |

### Medale mistrzostw świata
Opracowano na podstawie materiałów źródłowych:
| Mistrzostwa           | Konkurencja                                     | Wynik                              | Miejsce |
| --------------------- | ----------------------------------------------- | ---------------------------------- | ------- |
| Mediolan 1906         | Karabin dowolny, trzy postawy, 300 m, drużynowo | 4716 pkt. (druż.)                  |         |
| Zurych 1907           | Karabin dowolny, trzy postawy, 300 m            | 975 pkt.                           |         |
| Zurych 1907           | Karabin dowolny, trzy postawy, 300 m, drużynowo | 4848 pkt. (druż.) 975 pkt. (ind.)  |         |
| Wiedeń 1908           | Karabin dowolny, trzy postawy, 300 m, drużynowo | 4616 pkt. (druż.) 957 pkt. (ind.)  |         |
| Hamburg 1909          | Karabin dowolny, trzy postawy, 300 m, drużynowo | 4840 pkt. (druż.)                  |         |
| Hamburg 1909          | Karabin dowolny stojąc, 300 m                   | 326 pkt.                           |         |
| Loosduinen 1910       | Karabin dowolny, trzy postawy, 300 m, drużynowo | 4918 pkt. (druż.)                  |         |
| Bajonna/Biarritz 1912 | Karabin dowolny, trzy postawy, 300 m            | 1036 pkt.                          |         |
| Bajonna/Biarritz 1912 | Karabin dowolny, trzy postawy, 300 m, drużynowo | 5172 pkt. (druż.) 1036 pkt. (ind.) |         |
| Bajonna/Biarritz 1912 | Karabin dowolny klęcząc, 300 m                  | 364 pkt.                           |         |
| Viborg 1914           | Karabin dowolny, trzy postawy, 300 m, drużynowo | 5025 pkt. (druż.)                  |         |